# Jan Verkade

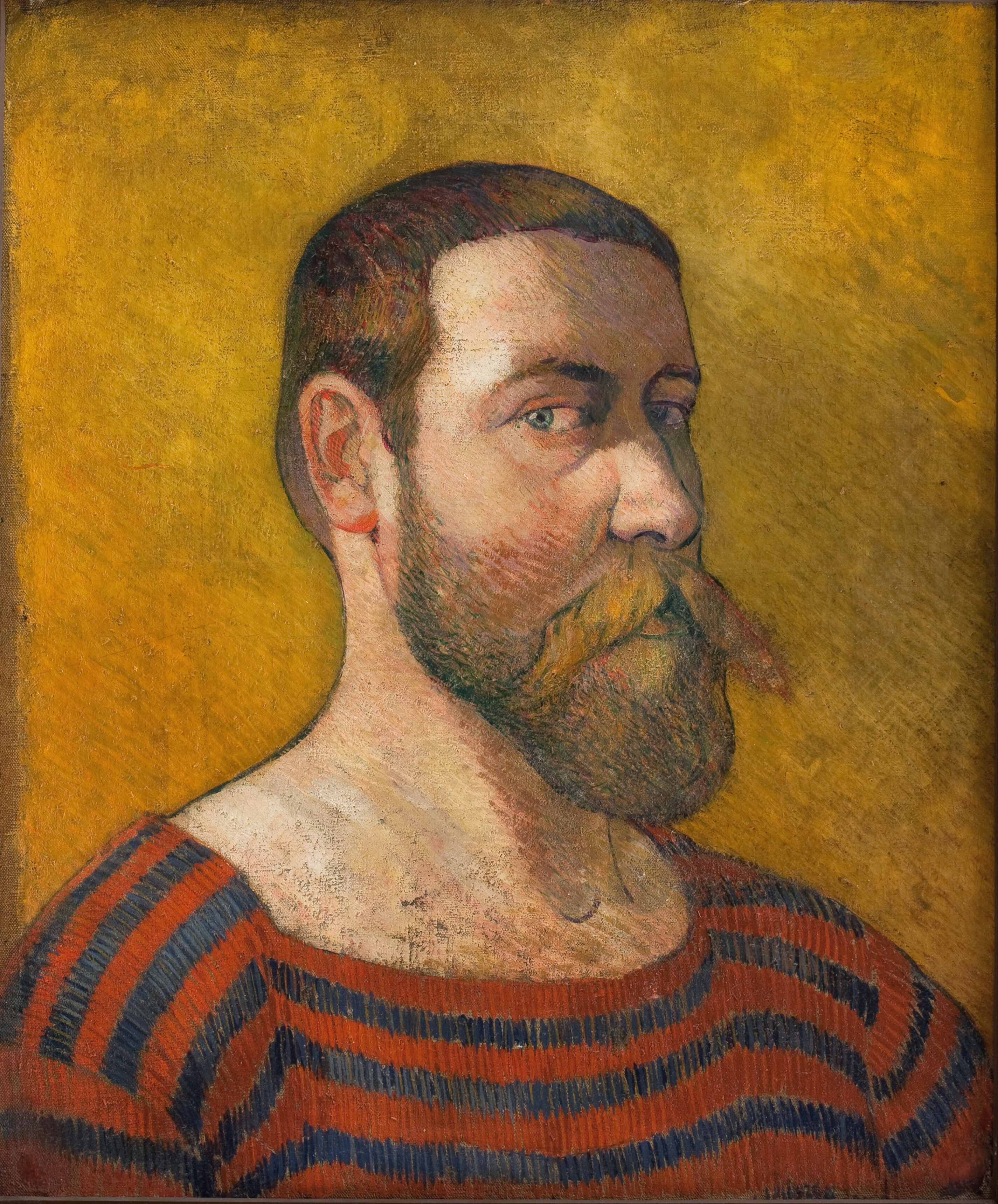
Selbstporträt (um 1894)

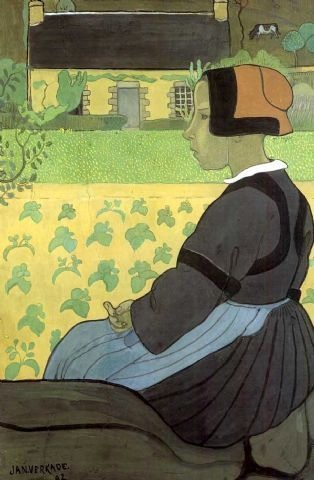
Paysanne de St. Nolff (1892)

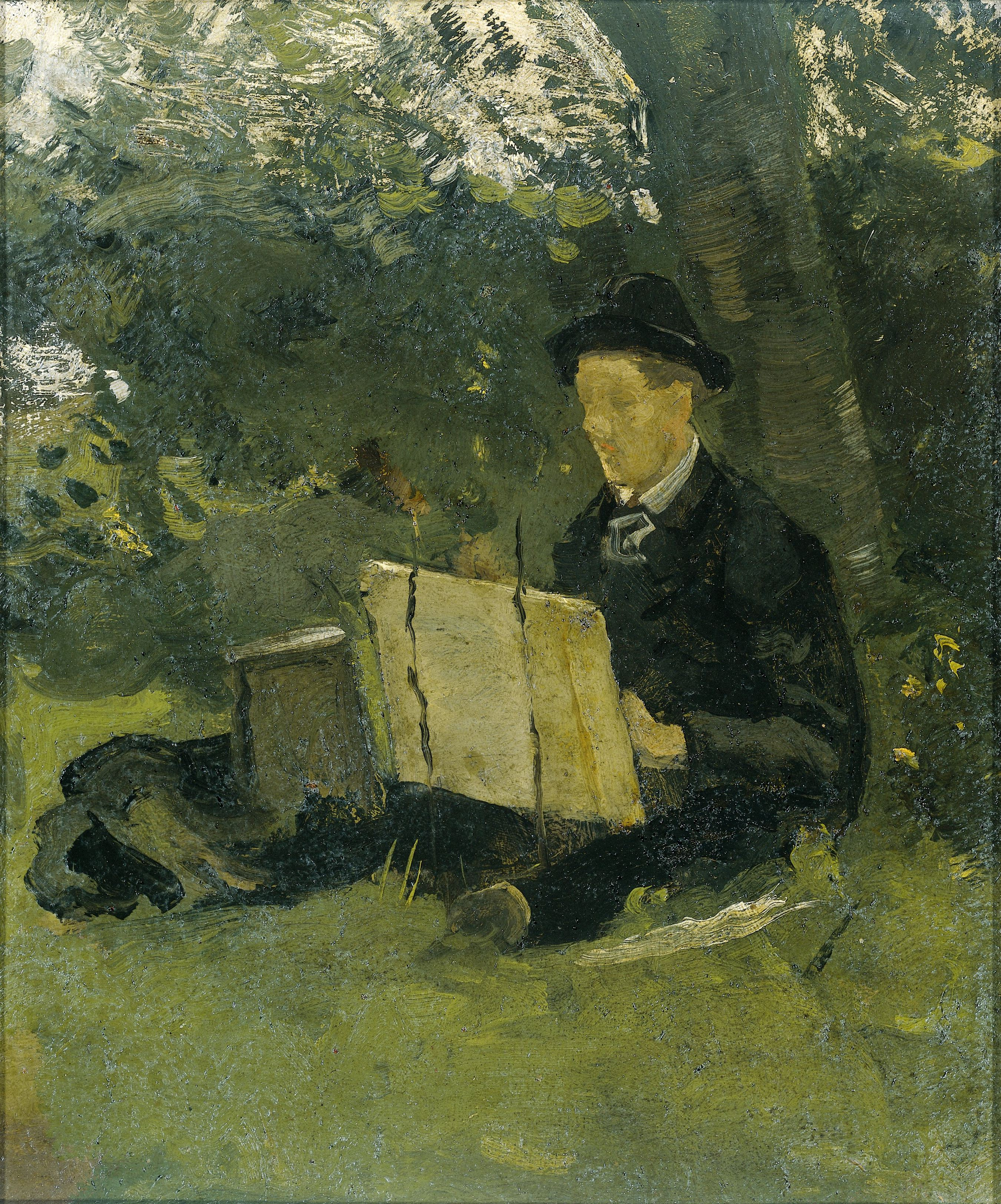
Jan Verkade malend unter einem Baum von Richard Roland Holst (1891)

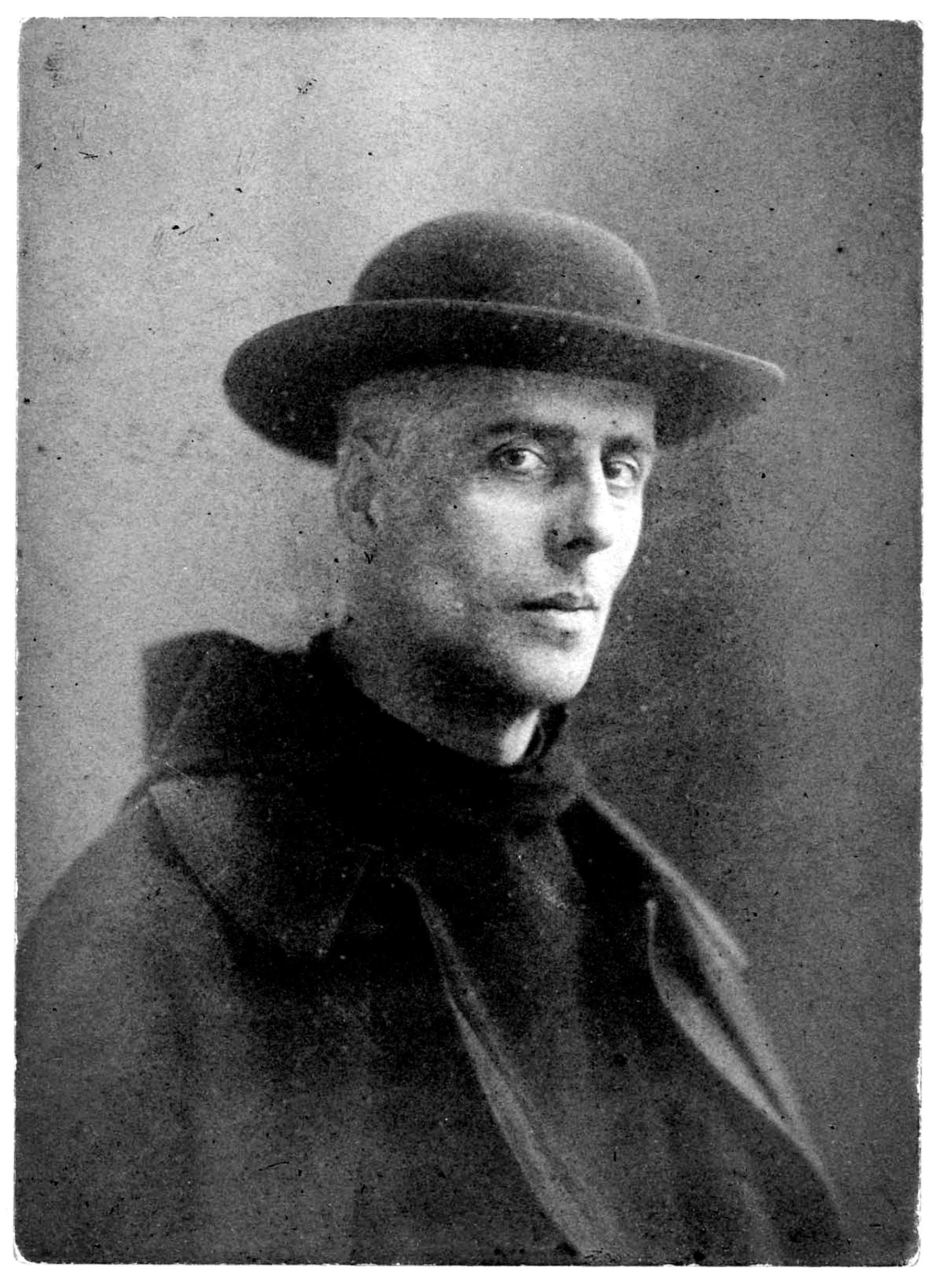
Jan Verkade als Pater Willibrord (1912)

Jan Verkade, meist Willibrord Verkade OSB, (* 18. September 1868 in Zaandam; † 19. Juli 1946 in Beuron) war ein niederländischer Maler und Benediktiner.

## Leben

### Künstlerkontakte in Paris
Nach einem abgebrochenen Studium an der Akademie in Amsterdam ging Verkade 1891 nach Paris, wo er Paul Gauguin und Paul Sérusier kennenlernte und engen Kontakt zu der Künstlergruppe Nabis bekam, der er 1891 beitrat. Wegen seiner Körpergröße erhielt er von der Gruppe den Beinamen „Nabi obéliscal“ (französisch: obeliskförmiger Nabi).

### Kloster Beuron
Nach wachsendem Interesse an der katholischen Kirche ließ sich Verkade, der aus einer mennonitischen Familie stammte, am 26. August 1892 im Jesuitenkolleg taufen. 1894 trat er als Novize in die Benediktiner-Erzabtei Beuron in Hohenzollern (heute zu Baden-Württemberg) ein und erhielt den Ordensnamen des Friesenapostels Willibrord. 1902 empfing er die Priesterweihe. In Beuron wirkte er von nun an in der Beuroner Kunstschule mit, die er zwischenzeitlich auch leitete.

### Verkade und die Münchener Kunstszene
Im Februar 1907 traf Verkade zum ersten Mal auf Alexej Jawlensky, der sich erinnerte: „In einer Ausstellung im Kunstverein in München lernte ich […] den Pater Willibrord Verkade aus dem Kloster Beuron kennen.“ Es handelte sich um eine Ausstellung des Malers Curt Herrmann, über die die Münchner Neueste Nachrichten am 19. Februar 1907 berichteten. Verkade beschreibt, dass er in München bei dem Maler Hugo Troendle „eine tiefere Einsicht in das Problem der Form und in die Werke der italienischen Frührenaissance bekam [...] Von noch größerer Bedeutung wurde für mich die Bekanntschaft mit dem Russen Alexej Jawlensky [...]“.  Verkade berichtet weiter: „Ich war nicht wenig überrascht, als ich Sonntags darauf im geräumigen Atelier Jawlenskys in der Giselastraße stand. An einer Wand hingen eine Reihe sehr farbiger Landschaften und Stilleben, die von einem starken Temperament zeugten. Gleichgesinnte, wurden wir sofort Freunde und hatten großen Spaß an einander.“
Jawlensky schildert in seinen Lebenserinnerungen: „In meinem Atelier malte Verkade auch Akt. Als er wieder ins Kloster zurückkam, mußte er seinem Prior alles beichten, und da er Akt gemalt hatte, mußte er als Buße nach Jerusalem, um eine Kirche auszumalen. Er durfte sich nicht rasieren, so daß er nach einem Jahr, als er durch München fuhr und bei mir schellte, mit einem langen Bart erschien. Er war leider nur eine halbe Stunde bei mir. Seitdem habe ich ihn nie mehr gesehen.“

### Verkades Signaturen
Verkade pflegte seine Bilder und Zeichnungen unterschiedlich zu signieren, z. B. in Großbuchstaben, indem er Vor- und Nachname zusammenzog, die er gelegentlich auch trennte oder nur mit „JAN.“ zeichnete, aber man trifft auch Groß- und Kleinschreibung in Schreibschrift an.
Eine Besonderheit in Verkades Œuvre sind jene Gemälde, die er mit seinem Pseudonym „Langejan“ (langer Jan) unterschrieb – in Anlehnung an seinen Nabi-Künstlernamen „Nabi obéliscal“. Zu erwähnen ist, dass er sein Pseudonym „Langejan“ auch als Schriftsteller benutzt hat.

### Werk
Werke Verkades befinden sich in Frankreich und Schweden in öffentlichen Museen. Selbständige Wandarbeiten sind erhalten in den katholischen Kirchen von Aichhalden und Heiligenbronn sowie in Wien. Mehrfach wurde Verkade auch von anderen Malern abgebildet, so von Richard Roland Holst (1891), Hermann Huber (1910) und Rudolf Heinisch (1946).

### Autobiographische Werke
Verkade gab mehrere Werke der deutschen und flämischen Mystik heraus (Gertrudenbuch, Aus dem Buch von den zwölf Beghinen, Jan van Ruysbroek Die Zierde der geistlichen Hochzeit und andere), wobei er auch die Übersetzung besorgte.
Seine autobiografischen Werke wurden mehrfach aufgelegt, die Unruhe zu Gott auch ins Ungarische und Polnische übersetzt.
Er war einer der engsten Freunde der Kulturpublizisten Hermann Bahr in dessen katholischer Phase (1912–1934), der auch öfters über Verkade publizierte. Der Briefwechsel der beiden wurde bislang von der Forschung nicht ausgewertet.

## Schriften

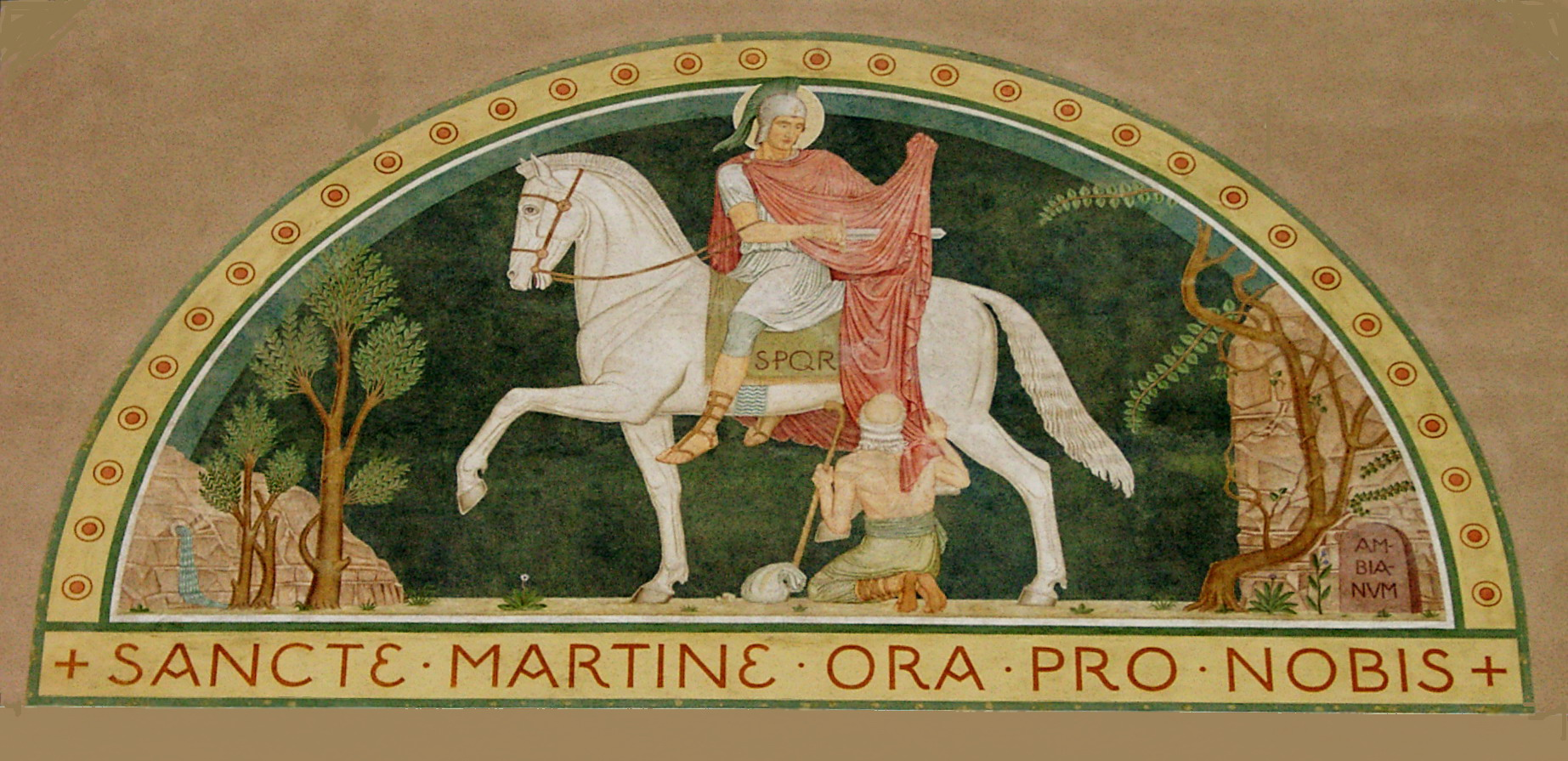
St. Martin von Pater Willibrord Verkade (Wandmalerei an der Fassade der Beuroner Abteikirche)

- Die Unruhe zu Gott. Erinnerungen eines Maler-Mönches. Herder, Freiburg 1920.
- Jan van Ruysbroek: Die Zierde der geistlichen Hochzeit. Aus dem Flämischen von Willibrord Verkade. Matthias Grünewald-Verlag, Mainz 1922.
- Der Antrieb ins Vollkommene: Erinnerungen eines Malermönches. Herder, Freiburg 1931.
- Spuren des Daseins. Erkenntnisse des Malermönchs Willibrord Verkade O.S.B. Matthias Grünewald-Verlag, Mainz 1938.
- Das neue Gertrudenbuch. 2. Auflage. Beuroner Kunstverlag, Beuron 1956.